# Jack Lawrence (bassist)

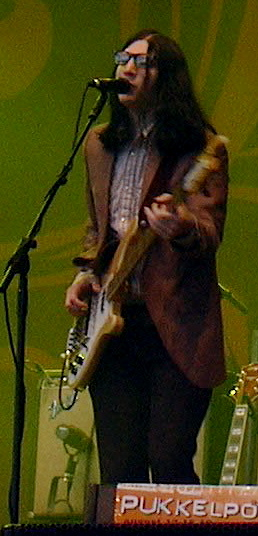
Jack Lawrence op Pukkelpop 2006 met The Raconteurs

Jack Lawrence, ook wel Little Jack genoemd, is een Amerikaanse muzikant uit Covington, Kentucky. Hij is momenteel woonachtig in Nashville, Tennessee met zijn vriendin Kelli en hun twee katten.
De instrumenten die hij bespeelt zijn basgitaar, elektrische gitaar, viool, banjo, autoharp, mandoline, drums, piano, accordeon, en klarinet.
Anno 2012 is hij lid van vier muziekgroepen:
- The Greenhornes uit Cincinnati (basgitaar, zang), sinds de oprichting van de groep midden de jaren 1990.
- Blanche uit Detroit (banjo, autoharp, zang), sinds zomer 2004.
- The Raconteurs uit Detroit, maar gevestigd te Nashville (basgitaar, zang), sinds de oprichting van de groep in 2005.
- The Dead Weather uit Detroit, maar gevestigd te Nashville (basgitaar, zang), sinds de oprichting van de groep in 2009.

- MusicBrainz: abd893c3-4ad7-4deb-927d-ca85938a43b7